# Communauté de communes Les Portes du Poitou
Die Communauté de communes Les Portes du Poitou ist ein ehemaliger französischer Gemeindeverband mit der Rechtsform einer Communauté de communes im Département Vienne in der Region Nouvelle-Aquitaine. Sie wurde am 3. Dezember 2012 gegründet und umfasste 17 Gemeinden. Der Verwaltungssitz befand sich im Ort Dangé-Saint-Romain.

## Historische Entwicklung
Mit Wirkung vom 1. Januar 2017 wurde der Gemeindeverband aufgelöst. Seine Mitgliedsgemeinden schlossen sich danach der Communauté d’agglomération du Pays Châtelleraudais an.

## Ehemalige Mitgliedsgemeinden
1. Antran
2. Buxeuil
3. Dangé-Saint-Romain
4. Ingrandes
5. Leigné-sur-Usseau
6. Leugny
7. Mondion
8. Les Ormes
9. Oyré
10. Port-de-Piles
11. Saint-Christophe
12. Saint-Gervais-les-Trois-Clochers
13. Saint-Rémy-sur-Creuse
14. Sérigny
15. Usseau
16. Vaux-sur-Vienne
17. Vellèches